# Billy Esteban
Зоран Илиев, познатији под уметничким именом Billy Esteban (Истибања, 16. мај 1971), македонски је музичар, композитор, продуцент и ди-џеј. Бави се креирањем етно, дип хаус, чил аут и оријенталне музике.

## Биографија
Зоран Илиев је рођен 16. маја 1971. године у Истибањи у Македонији. Музиком је почео да се бави од тинејџерских дана и прво је свирао акустичну гитару, а потом и друге жичане инструменте попут тамбуре, бас-гитаре и уда, као и разне клавијатуре. Током средње школе почео је да компонује музику и пише текстове инспирисан блуз и рок жанровима. Године 2000. је сазнао Cafe del Mar и Buddha Bar који се фокусирају на објављивање електронске музике са примесама lounge/chillout и у том периоду је почео да активно компонује електронску музику, али са етно-оријенталним примесама. Недуго потом, започео је сарадњу са ове две издавачке куће, а четири његове песме нашле су се на Buddha Bar компилацијама.
Свој први соло албум издао је јуна 2013. године. Албум, који носи назив My Freedom, садржи 14 песама и издат је за немачку продукцијску кућу Diventa Music. Две године касније, за исту продукцијску кућу објавио је и други албум Road to Istanbul са 16 песама.
Зоран (Billy Esteban) је маја 2017. године, заједно са својом ћерком Моником Илиевом и сином Николом Илиевим, познатијим под музичким именима Rialians on Earth и Nickarth, основао продукцијску кућу Cafe De Anatolia. Моника и Никола су касније наставили да воде продукцијску кућу, док се Зоран фокусирао на саму музику, тако да у оквиру Cafe De Anatolia данас ради као музички продуцент и композитор. Cafe De Anatolia је за три године постојања постигла велики успех, објавила више од 300 издања са преко 250 музичара из 150 земаља и прерасла у међународно признати музички колектив који промовише и бави се стварањем chillout, organic house, lounge, progressive house, deephouse и електронске музике.
Под окриљем ове продукцијске куће, Billy је те 2017. објавио два албума — Passion и Eastern Road, а идуће године и албуме Namaste, Nirvana и Alchemy. Године 2019. издао је албум Mediterranean Sunset, а у том периоду сарађивао је са Fishmanta-ом, са којим је објавио ЕП Lunar октобра 2019. Поред тога, Billy Esteban је сарађивао са другим продукцијским кућама, међу којима су Cafe del Mar, Buddha Bar и Diventa, а нашао се и на бројним чилаут компилацијама, међу којима су Buddha Bar XVIII, Buddha Bar Luxury vol. 1, Oriental Touch compilations, Prophet Collection, Millionaire Lounge Club, World Chill Lounge 215/1, Ibiza Sunsets, Stylish Sofa, Luxury Oriental Lounge vol. 2 и друге.
Billy Esteban често сарађује и са бројним музичарима. Године 2017. сарађивао је са DJ KhaiKhan-ом, оснивачем Радија Истанбул (RIST), на песми The Gates of Istanbul, а такође и са Mario Dreamers Inc., сталним ди-џејом Buddha Bar-а на Миконосу, на песми Happy Song. У оквиру продукцијске куће Cafe De Anatolia сарађивао је 2019. са Elias Fassos-ом, Risk-ом и Throdef-ом на ЕП-у Heraclea. Са Rialians on Earth-ом је августа 2020. објавио песму Elif Eru. Поред тога, сарађује и са музичарима из Македоније, Грчке, Турске, Бугарске, Италије, Туниса и других земаља, а неке од сарадњи су са Каролином Гочевом на ремиксу песме Кој да ми запее, Pustiya, Ederlezi и In the Harem са Белоногом и Алиханом Самедовим, Sevdelinke, Katerina и Bay Nikola са Габријелом Новевском, Halkidiki са Alex Mihalakis-ом, Dim Angelo-ом, Пушти коси са Дарком Дејаном (обрада песме Зијан, Пушти коси).
Billy Esteban често наступа на фестивалима широм света, па је тако, између осталог, наступао заједно са Гораном Бреговићем и Емиром Кустурицом на фестивалу EtoEtno јуна 2019. на Петропавловској тврђави у Санкт Петербургу, а такође и на Beach Party by Radisson Blu на острву Џерба у Тунису, заједно са Sahale, Black Coffee, Stefano Noferini-јем и другима. Поред тога, он је и редован гост на радијима широм света, првенствено у Италији (Playemotions Radio), Турској (Radio Istanbul) и Шпанији (Ibiza Global Radio).

## Дискографија

### Албуми и ЕП-ови
- My Freedom (2013)
- Road to Istanbul[14] (2015)
- Passion (2017)
- Eastern road (2017)
- Namaste (2018)
- Nirvana (2018)
- Alchemy (2018)
- Lunar (ft. Fishmanta, 2019)
- Mediterranean sunset[15] (2019)
- Cafe De Anatolia - Heraclea (2019)
- Around the world[16] (ft. Rialians on Earth 2020)